# Gare de Douzillac
La gare de Douzillac était une gare ferroviaire française de la ligne de Coutras à Tulle, située sur le territoire de la commune de Douzillac, dans le département de la Dordogne en région Nouvelle-Aquitaine.
C'était une halte ferroviaire de la Société nationale des chemins de fer français (SNCF), desservie par des trains TER Nouvelle-Aquitaine.
La gare a fermé le 2 juillet 2017. 

## Situation ferroviaire
Établie à 59 m d'altitude, la gare de Douzillac est située au point kilométrique (PK) 47,379 de la ligne de Coutras à Tulle, entre les gares de Mussidan et de Neuvic.
Cette halte dépend de la région ferroviaire de Bordeaux. Elle est équipée de deux quais : le quai 1, pour la voie 1 et le quai 2 pour la voie 2, ils disposent chacun d'une longueur utile de 50 m.

## Histoire
En 1863, le conseil d'arrondissement de Ribérac demande l'ouverture d'une station à proximité du chef-lieu de la commune de Douzillac. Le rapporteur de la commission du Conseil général de Dordogne se prononce pour l'ajournement de la décision concernant cette demande du fait du manque de contenu de ce dossier. 19 ans plus tard, le Conseil général dans sa séance du 29 août 1882 adopte le vœu pour la création d'une halte voyageurs à Douzillac. En 2017 la halte ferme en raison du manque de voyageurs.

## Fréquentation
La fréquentation de la gare est détaillée dans le tableau ci-dessous :
|           | 2015  | 2016  | 2017 |
| --------- | ----- | ----- | ---- |
| Voyageurs | 1 234 | 1 425 | 515  |

## Service des voyageurs

### Accueil

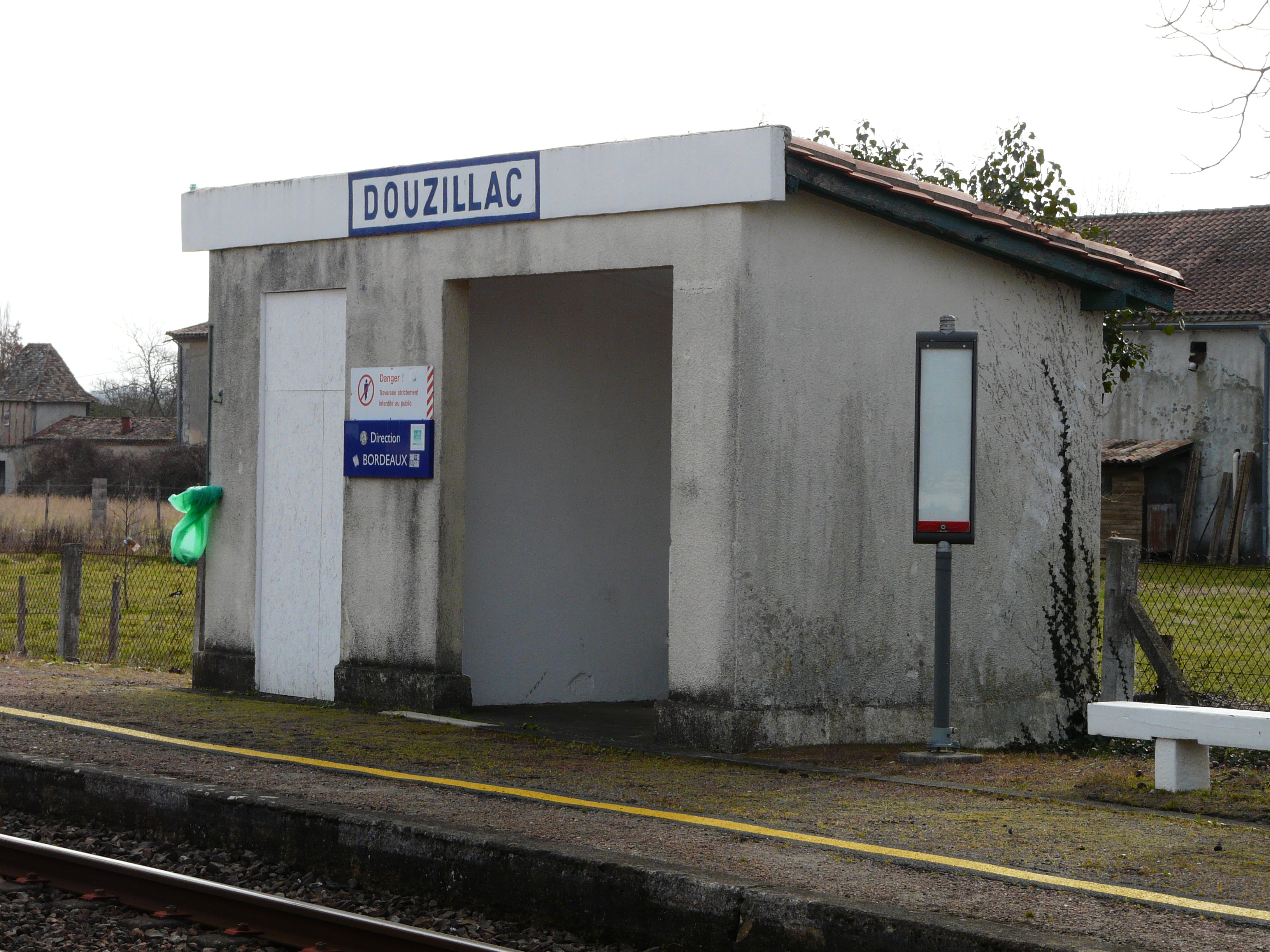
L'abri voyageurs.

Halte SNCF, c'était un point d'arrêt non géré (PANG) à entrée libre.

### Desserte
Douzillac était desservie par des trains TER Nouvelle-Aquitaine qui effectuent des missions entre les gares de Mussidan, et de Périgueux.

### Intermodalité
Le stationnement des véhicules est possible à proximité.